# Thomas Hunt (martyr)
Pour les articles homonymes, voir Thomas Hunt.
Thomas Hunt (de son vrai nom Thomas Benstead), né dans le Norfolk en Angleterre en 1574 et mort à Lincoln (Royaume-Uni) le 11 juillet 1600 est un prêtre martyr catholique anglais arrêté et exécuté sous le règne d'Elizabeth Ire.

## Biographie
On ne sait rien sur les origines de Thomas Hunt. Son vrai nom serait d'ailleurs Thomas Benstead. Nous ne savons pas s'il est issu d'une famille demeurée fidèle à l'Église catholique ou s'il est converti. Dans un contexte de persécution sévère contre l'Église catholique devenue clandestine, il désire néanmoins se faire prêtre. Ne pouvant recevoir l'ordination dans son pays il part pour l'Espagne et suit des études de théologie au Collège anglais de Valladolid et de Séville. Il est ordonné prêtre en 1599. De retour en Angleterre il est rapidement capturé et emprisonné à Wisbeach. Il réussit néanmoins à s'échapper de prison et à demeurer libre plusieurs mois encore avant d'être repris. Il est arrêté alors qu'il se cachait à Lincoln en compagnie de Thomas Sprott un autre prêtre comme lui. Malgré l'absence de preuves fournies de sa qualité de prêtre il est reconnu coupable de trahison, peine prononcée alors par l'influent juge et membre du parlement John Glanville. Il subit le supplice réservé aux traîtres à savoir pendaison, éviscération et écartèlement.

## Vénération
Déclaré bienheureux par Jean-Paul II en 1987, il est l'un des quatre-vingt-cinq martyrs d'Angleterre et de Galles béatifiés par ce dernier et vénérés par l'Église catholique le 11 juillet. Il figure aussi dans la liste des martyrs de Douai.